# スキルハウス・スタッフィング・ソリューションズ
スキルハウス・スタッフィング・ソリュ－ションズ株式会社は、東京都港区虎ノ門に本社を置く日本の人材派遣会社。情報技術（IT）人材を専門とする。ロンドン証券取引所に上場するエンプレサリアグル－プの子会社である。

## 概要
スキルハウスは、アメリカ人起業家マーク・スミスによって1億2000万円の投資で設立された。ITスタッフ採用プロセスの各側面を担当する4層のフルフィルメント構造で運営されている。正社員登用のほか、スキルハウスは、契約や一時的な雇用から、派遣社員、顧客企業への業務委託の社員まで、さまざまなIT人材紹介サ－ビスを展開している。スキルハウスの社員は、国内外の顧客企業と候補者の両方に対応する為、さまざまな国籍のスタッフで構成されている。

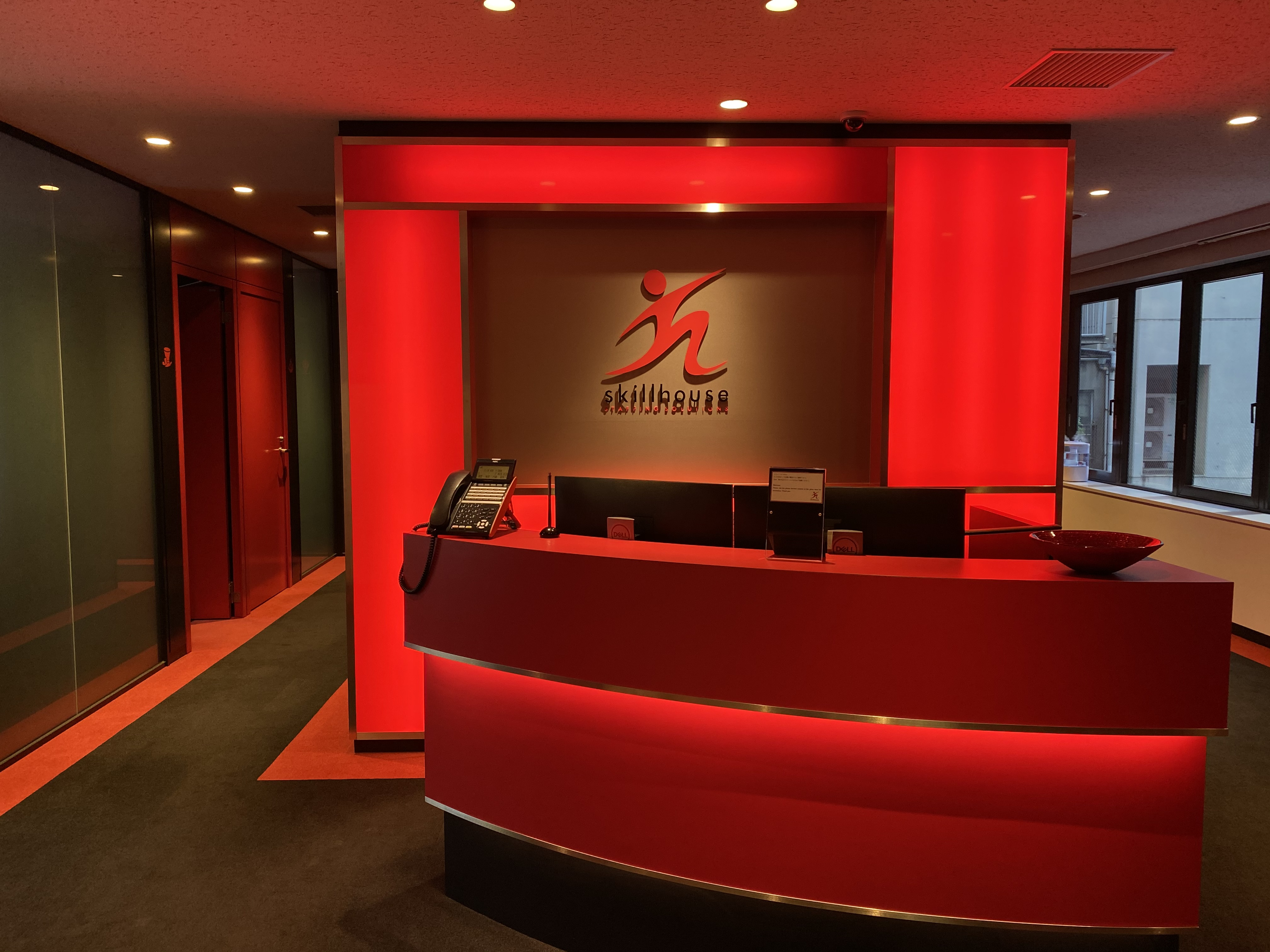
スキルハウス2階受付

## 歴史
2004年8月、東京に設立された。同年の12月には、スキルハウスは一時的および永続的なライセンスを取得し、契約社員および正社員ポジションの両方で運用できるようになった。
2011年2月、個人情報を保護するための適切な措置を講じる民間企業に付与されるプライバシーマークを取得した。
2018年2月、2012年から2017年までの前年比成長率に基づいて、『フィナンシャルタイムズ』からアジア太平洋地域の高成長企業トップ1000に選出された（966位）。